# Paul Krasny
 (janvier 2025).
Si vous disposez d'ouvrages ou d'articles de référence ou si vous connaissez des sites web de qualité traitant du thème abordé ici, merci de compléter l'article en donnant les références utiles à sa vérifiabilité et en les liant à la section « Notes et références ».
Paul Krasny est un producteur et réalisateur américain, ayant principalement travaillé pour la télévision. Il est né le 8 août 1935 à Cleveland (Ohio) et est mort le 12 novembre 2001 à Las Vegas (Nevada).
Son nom est souvent associé à celui de Robert Conrad et aux séries Colorado et L'Homme de Vienne, auxquelles ils ont tous deux participé.

## Biographie

### Carrière
Il commence sa carrière en tant que monteur, en 1964, sur des séries telles que Rawhide, avec Clint Eastwood, et The Patty Duke Show, avec Patty Duke.
Dès 1967, Paul Krasny travaille pour la société de production Desilu (créée par les comédiens Desi Arnaz et Lucille Ball) et se voit confier le poste de responsable postproduction sur la série Mannix.
De 1968 à 1970, il sera également producteur exécutif sur la célèbre série Mission impossible. En plus de la production, il passe aussi derrière la caméra, en réalisant 24 épisodes de Mannix et 13 épisodes de Mission impossible.
Dans la période des années 1970 à 1990, Paul Krasny a maintes fois travaillé avec l'acteur Robert Conrad, notamment sur la série The D.A., diffusée sur NBC du 17 septembre 1971 au 7 janvier 1972.
En février 1972, Paul Krasny réalise le pilote d'une série intitulée Les Aventures de Nick Carter, où il dirige une nouvelle fois Conrad. Malheureusement, la série n'aboutira jamais. Cependant, le pilote (devenu téléfilm) sera plusieurs fois programmé sur les chaînes françaises.
La même année, Conrad et Krasny continueront leur collaboration jusqu'en Europe, où Krasny réalisera 3 des 8 épisodes de la série L'Homme de Vienne.
De 1973 à 1979, son talent de téléaste l'amène à réaliser des épisodes de nombreuses autres séries parmi lesquelles Le Magicien avec Bill Bixby, L'Âge de cristal avec Gregory Harrison, Switch avec Robert Wagner et Eddie Albert, Le Nouvel Homme invisible avec Ben Murphy, Quincy M.E. avec Jack Klugman, ou encore Pour l'amour du risque avec Robert Wagner et Stephanie Powers.
En 1978, il retrouve à nouveau Robert Conrad, dans la série Colorado, pour laquelle il réalise trois épisodes. Cette série relate l'histoire de la ville imaginaire de Centennial dans le Colorado, au travers de la vie du trappeur Pasquinel et de ses descendants, du XVIIIe au XXe siècle.
De 1984 à 1986, il réalise 12 des 35 épisodes de la série Harry Fox le vieux renard avec Jack Warden. Puis en 1989 et en 1990, il dirige Telly Savalas, pour 2 épisodes de la série Kojak.
Krasny travaillera encore une fois sur un pilote de série, avec Conrad, Search and Rescue, programmée en 1994 sur NBC, puis pour le téléfilm Two Fathers II: Justice for the Innocent avec George Hamilton.
Paul Krasny arrête alors sa carrière. Il meurt le 12 novembre 2001 à Las Vegas (Nevada).

## Filmographie

### Monteur
- 1964 : Rawhide (1 épisode)
- 1965-1966 : The Patty Duke Show (28 épisodes)
- 1966-1967 : Mission impossible (11 épisodes)
- 1967 : Mannix (3 épisodes)

### Chargé de postproduction
- 1968-1969 : Mannix (3 épisodes)
- 1968-1970 : Mission impossible (51 épisodes)

### Réalisateur
- 1968-1973 : Mission impossible (14 épisodes)
- 1969-1974 : Mannix (24 épisodes)
- 1971 : D.A.: Conspiracy to kill
- 1971 : The D.A. (plusieurs épisodes)
- 1972 : Les Aventures de Nick Carter
- 1973 : The Letters
- 1974 : Christina
- 1974 : Big Rose: Double Trouble
- 1975 : The Blue Knight (plusieurs épisodes)
- 1976 : Jigsaw John (plusieurs épisodes)
- 1976 : Mobile Medics
- 1976 : Joe Panther
- 1977-1978 : Chips (3 épisodes, dont le pilote)
- 1977-1978 : L'Âge de cristal (3 épisodes)
- 1977-1982: Quincy M.E. (7 épisodes)
- 1978 : The Islander
- 1978 : Colorado (3 épisodes)
- 1979 : When Hell Was in Session
- 1980 : Fugitive Family
- 1980 : Alcatraz: The Whole Shocking Story
- 1981 : Terror among us
- 1981 : Fly Away Home
- 1982-1983 : Bring ’em back life (4 épisodes)
- 1982-1985 : Simon & Simon (4 épisodes)
- 1983 : Wizards and Warriors (plusieurs épisodes)
- 1983-1984 : Pour l'amour du risque (8 épisodes)
- 1984 : Dallas (1 épisode)
- 1984 : Time Bomb
- 1984 : V (2 épisodes)
- 1984 : Harry Fox vieux renard (Plusieurs épisodes)
- 1985 : Equalizer (plusieurs épisodes)
- 1986 : MacGyver (3 épisodes)
- 1986-1989 : Moonlighting (4 épisodes)
- 1987 : Shell Game (en) (plusieurs épisodes)
- 1987 : Still Crazy Like a Fox
- 1988 : Miami Vice (2 épisodes)
- 1989 : Kojak: Ariana
- 1990 : Back to Hannibal: The Return of Tom Sawyer and Huckleberry Finn
- 1991 : Tagteam
- 1991-1992 : Pros and Cons
- 1992 : Drug wars: The cocaine Cartel
- 1994 : Two Fathers : Justice for the Innocent
- 1994 : Search and Rescue